# Phaneroptera falcata
Phaneroptera falcata (Poda, 1761) è un insetto ortottero della famiglia Tettigoniidae.

## Descrizione
Di colore verde chiaro, il maschio raggiunge una lunghezza di 17 mm, la femmina di 18 mm. Le tegmine, leggermente più lunghe del corpo, raggiungono una lunghezza di 20–23 mm; le ali, come in tutte le specie del genere Phaneroptera, sporgono al di fuori delle tegmine. Erbivoro, si nutre principalmente di foglie e frutta. La presenza di questa specie può costituire un danno serio alle colture.

## Distribuzione e habitat
Questa specie è diffusa principalmente nell'emisfero boreale. Si trova in tutta Europa, in Russia, in Giappone e in Corea. Predilige alberi e arbusti, ai margini delle foreste.